# Cybosia obscura
Cybosia obscura är en fjärilsart som beskrevs av Barend J. Lempke 1961. Cybosia obscura ingår i släktet Cybosia och familjen björnspinnare. Inga underarter finns listade i Catalogue of Life.